# Sanford Bishop
Sanford Dixon Bishop, Jr. (Mobile, 4 febbraio 1947) è un politico e avvocato statunitense, membro della Camera dei Rappresentanti per lo stato della Georgia dal 1993.

## Biografia
Nato in Alabama, Bishop frequentò la facoltà di legge della Emory University e dopo il servizio militare andò a lavorare in uno studio legale a Columbus, in Georgia.
Dopo aver servito un mandato come senatore di stato, Bishop si candidò alla Camera dei Rappresentanti nazionale, sfidando nelle primarie il democratico in carica Charles Floyd Hatcher. Bishop convinse maggiormente gli elettori per via dell'implicazione di Hatcher in uno scandalo economico: 296 deputati avevano infatti usato la banca del Congresso per firmare assegni a vuoto e si appurò che Hatcher ne emettesse circa venti al mese.
Da allora Bishop trovò la strada spianata e fu sempre rieletto senza grossi problemi.
Ideologicamente, Sanford Bishop è un democratico moderato e fa parte della Blue Dog Coalition. È stato uno dei quattro deputati afroamericani a votare a favore della risoluzione militare in Iraq.